# Lowila CD Oketayot
Lowilo CD Oketayot (nascida em 24 de dezembro de 1969) é uma agricultora profissional, política e legisladora do Uganda.

## Vida
Lowilo CD Oketayot (nascida em 24 de dezembro de 1969) é uma agricultora profissional, política e legisladora do Uganda. Ela é membro do parlamento do Uganda, representando o povo do distrito de Pader como representante feminina do distrito desde 2011. Ela é membro do Partido do Movimento Nacional de Resistência (NRM), o partido na liderança política no Uganda sob a presidência de Yoweri Kaguta Museveni, presidente da República de Uganda.

## Educação
Oketayot começou a sua educação primária na escola primária de Oppette fazendo os seus exames de conclusão de curso (PLE) em 1982; ela estudou para a sua formação O'level na escola secundária sagrada de gulu, onde obteve o seu certificado de educação no Uganda (UCE) em 1986.

## Carreira
Oketayot é membro do parlamento do Uganda desde 2011, foi gerente de agricultura ZOA Uganda de 2009 a 2010 e coordenadora de agricultura ZOA Uganda de 2008 a 2009.
No 10º parlamento, ela actua como presidente do comité de agricultura, pecuária e pesca, e é membro do comité de negócios. Ela também representa a região norte no executivo da Associação Parlamentar de Mulheres do Uganda (UWOPA).